# Phi điệp đơn
Phi điệp đơn hay thạch hộc kim, ngọc vạn pha lê, hoàng thảo ngọc thạch, hoàng thảo hoa sen (danh pháp hai phần: Dendrobium crystallinum) là một loài lan trong chi Lan hoàng thảo.
Cây phân bố ở Myanmar, Thái Lan, Lào, Trung Quốc, Việt Nam. Tại Việt Nam, cây có mặt ở các khu vực: Quảng Trị, Gia Lai, Đắk Lắk, Lâm Đồng.

## Đặc điểm nhận dạng
Thân cây tròn giống cỏ sậy, lá giống lan phi điệp nhưng dài và to hơn. Sinh trưởng thân mới thì thân cũ khô và rụi đi. Ra hoa vào mùa hè (cuối hè), hoa to, hoa từng chùm, một chùm khoảng 04 đến 05 hoa (tên gọi khác: long tu chùm long tu đơn, hoàng thảo hoa sen, vì hoa to, sắc trắng tinh khiết như hoa sen), mùi thơm. sắc hoa trắng, họng hoa có đốm vàng và chấm đen. hiện tại loài này còn rất ít, chỉ có những người sưu tầm mới có, còn lan rừng thì gần như tuyệt chủng.